# Арон Даум
Арон Даум (нар. 6 січня, 1951, Бней-Брак) — ізраїльський сучасний ортодоксальний рабин, учитель і автор. Він колишній головний рабин Франкфурта-на-Майні, зараз проживає в місті Антверпен, Бельгія.

## Особисте життя та освіта
Арон Даум народився 6 січня 1951 року в місті Бней-Брак, Ізраїль. Він навчався в релігійній сім'ї Ашкеназі. Його батько Шмуель Даум був важливим учителем, педагогом і письменником віддавшим себе суспільству, вихідцем з відомої рабинської сім'ї, родом з Польщі та Богемії (Чехія). Його мати Рифка Джина Даум походила з багатої купецькоі сім'ї в Шопроні, Угорщина. У нього три молодших брата. Коли йому виповнилося 13 років, почалося його інтенсивне релігійне навчання в знаменитій литовсько-хасидській єшиві «Ружин» в Бней-Браку. У віці 14 років він переїхав до Великої Британії, де продовжив навчання в єшиві Ха-Рама, а потім в знаменитій сіоністській єшиві «Ец Хаім» в Монтре, Швейцарія. В 1975 р. після отримання ступеня бакалавра в Швейцарії, він відправився в «Єврейський коледж» Лондонського університету, де отримав ступінь бакалавра в галузі юдаїки (з відзнакою). З 1978 року навчався у Богословській семінарії імені раббі Іцхака Ельханана, єшива університету в Нью-Йорку, де досяг магістра Біблеїстики (з відзнакою) і отримав посвяту в рабини, що було засвідчено документом з особистим підписом й врученням професором рабином Йосефом Соловейчиком. Він відхилив пропозицію продовжити навчання для отримання титулу даяна, і повернувся до Європи, де одружився з Франсіс Френкел, у шлюбі з якою у них народилися три дочки. Він вільно володіє івритом, англійським, німецьким, французьким, нідерландським та їдиш, а також пасивно — латинською та арамейською.

## Кар'єра на посаді рабина
В 1982 році він почав свою кар'єру в Швейцарії, як рабин єврейської громади в місті Біль. В 1986 році він покинув цей пост, щоб захистити докторську дисертацію в «Christlich-Judische Institut» в Люцерні, на факультеті теології Люцернського університету, в Швейцарії. В 1987 році він прийняв пост головного рабина єврейської громади Франкфурта-на-Майні, в той час найбільшої та престижної єврейської громади Федеративної Республіки Німеччини. Під час його перебування на цій посаді, проходив великий приплив російсько-єврейських іммігрантів з колишнього Радянського Союзу. Тому перша допомога цим людям, які часто перебували в складному економічному становищі, та інтеграція цього нового великого блоку, в рамках існуючої єврейської громади, стала ключовим пріоритетом його адміністрації, на початку 1990-х років. Інтеграція цих людей була часто складним питанням, оскільки в середині Радянського Союзу був обмежений простір для вираження єврейської ідентичності, що часто призводило до сумнівів про статус єврейського народу, і в будь-якому випадку певної апатії до єврейського життя. Таким чином, першим стержнем його рабинської служби було повторне опрацювання цих часто дуже складних питань, що стосуються єврейського статусу багатьох новачків. По-друге, він був рушійною силою розширення культурних і релігійних програм єврейської громади із залучення нових членів у таких заходах, як єврейські дні культури, концерти єврейської музики, поїздки єврейської спадщини, і основні уроки єврейської релігії.
Рабин Даум був також головою Бейт Діна Франкфурта. Він активно займався з Гіюр, питаннями Кашрута, Дін Тори, і навіть релігійними розлученнями (Гітін). Рабин Даум має досвід щодо гіюру, як релігійної точки зору рабинського суду (Бейт Дін), так і як вчитель і ментор з багаторічним досвідом роботи понад 15 років, у підготовці не євреїв, які хочуть стати євреями для галахіклі визнаного гіюру.
В 1994 році за сімейними обставинами, він пішов у відставку з поста головного рабина і переїхав до Бельгії, місто Антверпен, де вже проживала велика частина його сім'ї. Там він почав викладати юдаїзм в суспільних навчальних закладах та єврейських школах. В 1995 році прийняв посаду лектора з єврейського права на факультеті релігієзнавства в Вільпейк (Антверпен), Бельгії. На знак подяки, за викладання в системі освіти і за його роботу з Галахи, факультет присвоїв йому звання почесного професора з єврейського права. З 2001 року, разом зі своєю дружиною він почав серію інформаційно-просвітницьких проектів для євреїв, які стають Баал Тшува, не євреїв, які зацікавлені в юдаїці, і людей, вступаючих в процес інтеграції та гіюру. Сьогодні ця діяльність займає більшу частину його часу, і як частина цієї роботи їм регулярно організовуються семінари з різних тем в галузі юдаїки, співпраці з «Шалом Центром», розташованим в Нідерландах та Ізраїлі.

## Публікації
Професор Рабин Арон Даум є плідним автором різних тем, в області юдаїки. Живучи в Швейцарії він регулярно писав галахічні статті для єврейсько-швейцарсько-німецького тижневика «Judische Rundschau». Під час свого перебування як головного рабина Франкфурта-на-Майні, він регулярно писав статті для «Die Judische Allgemeine», що виходив раз на два місяці журналу «Die GEMEINDE». З 2010 року він веде щомісячну колонку для журналу «Joods Actueel», найбільш поширеною єврейської публікації в Бельгії. В якій він пише в спектрі юдаїки, наприклад добре вийшла серія, починаючи з епохи Просвіти — з історії юдаїзму. Він є автором двох книг. Його перша книжка «Halacha aktuell» що складається з двох томів і написана німецькою мовою. Там розглядаються галахічні проблеми і важливі актуальні теми як вони освітленні у галасі. Це унікальна робота в тому сенсі що є першою книгою написаною німецькою мовою часів пост-Голокосту, і тому була зустрінута з великим ентузіазмом в галахічному світі, отримавши офіційне схвалення багатьох відомих галахічних авторів. Деякі матеріали цієї книги були спочатку написані на класичному рабіністичному івриті і пізніше окремо опубліковані під назвою «lyunim b'Halacha». Його друга книжка «Die Judische Feiertage in Sicht der Tradition» (Єврейські свята в світлі Переказу). Книга являє собою збірник який складається з двох томів, що включають поєднання галахічних статей, проповідей, літургічних спостережень, гомілетичних думок і народних гумористичних оповідань, що відносять до європейського свята Шабату. В даний час він працював над кількома книгами нідерландською мовою з таких різноманітним тем як Кабала, історія єврейського народу, єврейський світ сьогодні з його різними течіями і іншими темам.

## Книги
- Halacha aktuell, Jüdische Religionsgestze und Bräuche im modernen Alltag (Haag und Herchen Verlag, Frankfurt am Main, 1992, 2 Vol., p. 387 — p. 773)
- Iyunim b'Halacha (Haag und Herchen Verlag, Frankfurt am Main, 1992, p. 93)
- Die Feiertage Israels, Die jüdischen Feiertage in er Sicht der Tradition (Herchen Verlag, Frankfurt am Main, vol. I, 1993, p. 556, vol. II, 1994, p. 557)
- «Das aschkenasische Rabbinat: Studien über Glaube und Schicksal» (Julius Carlebach) / Die Rolle des Rabbiners in Deutschland heute (Ahron Daum)